# 安蒂尼亚诺圣雅纳略圣殿

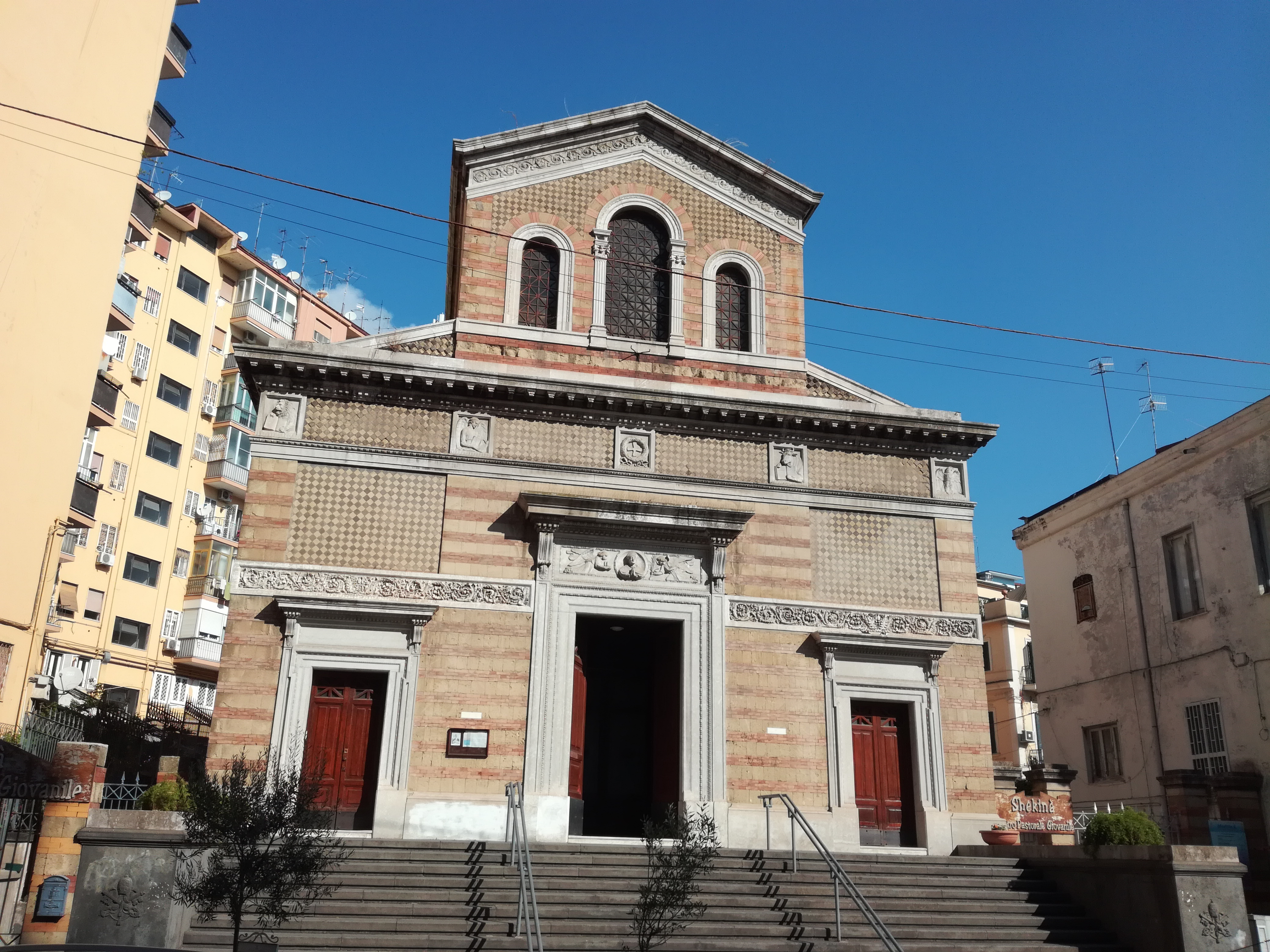

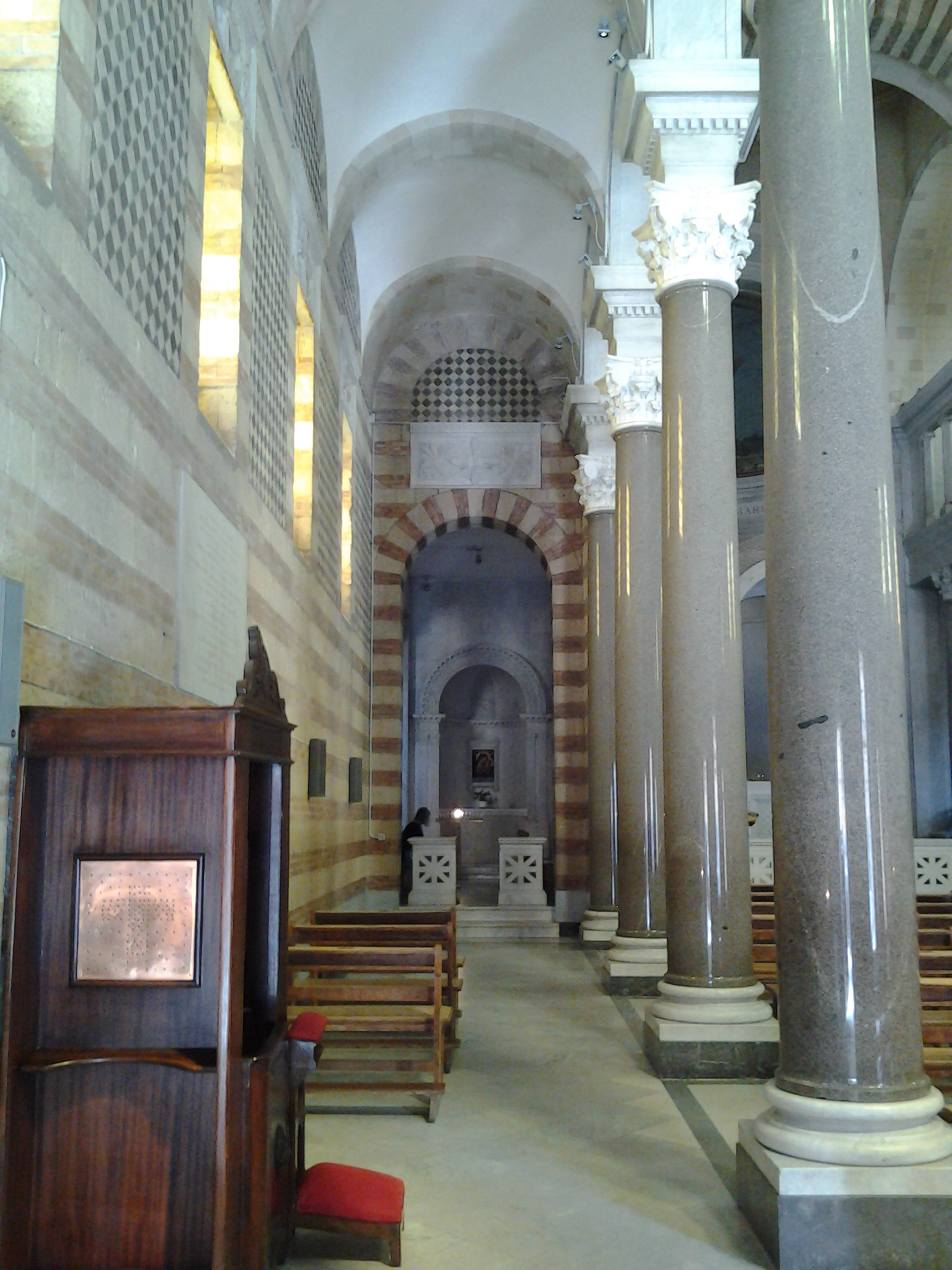
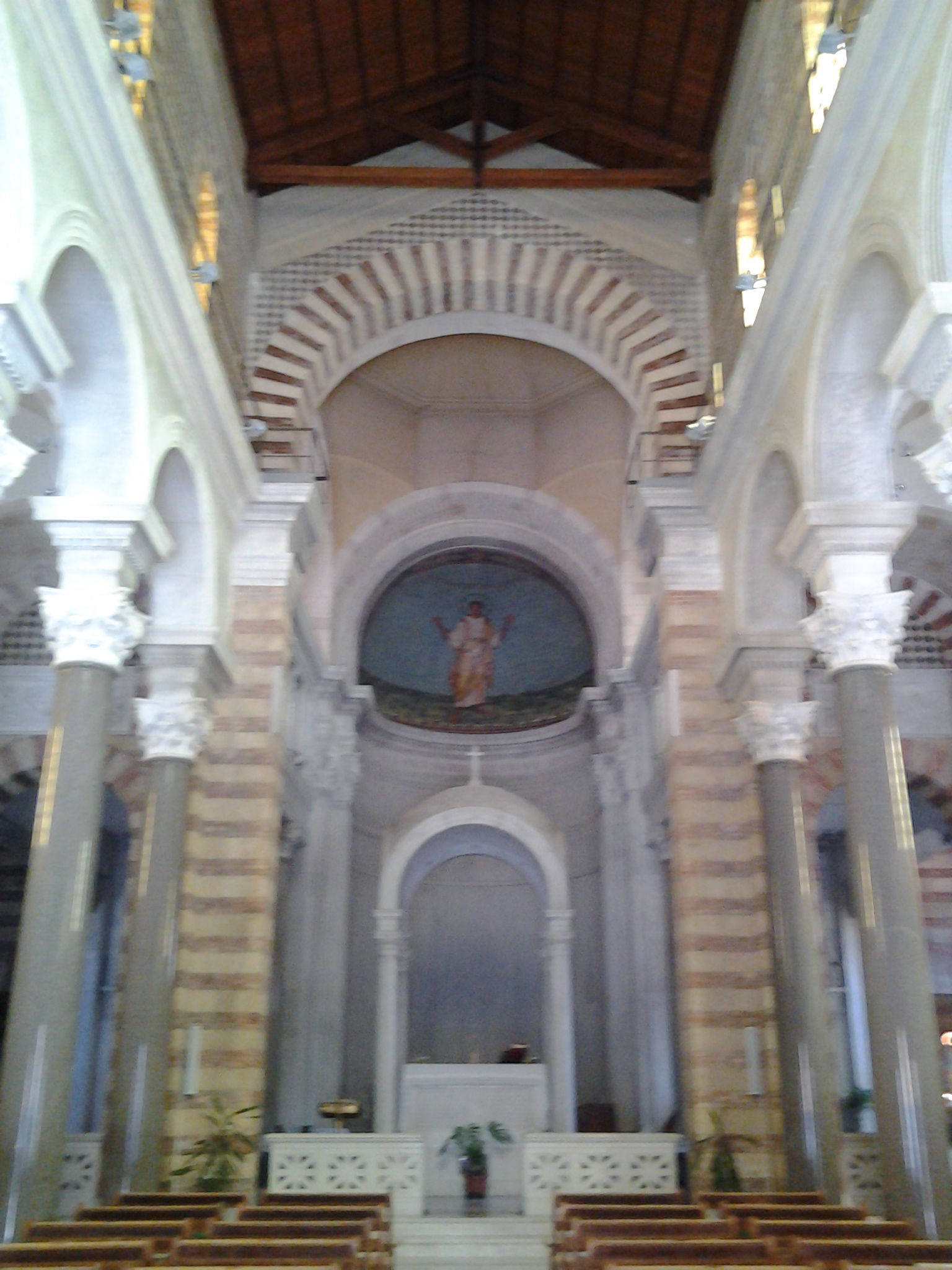
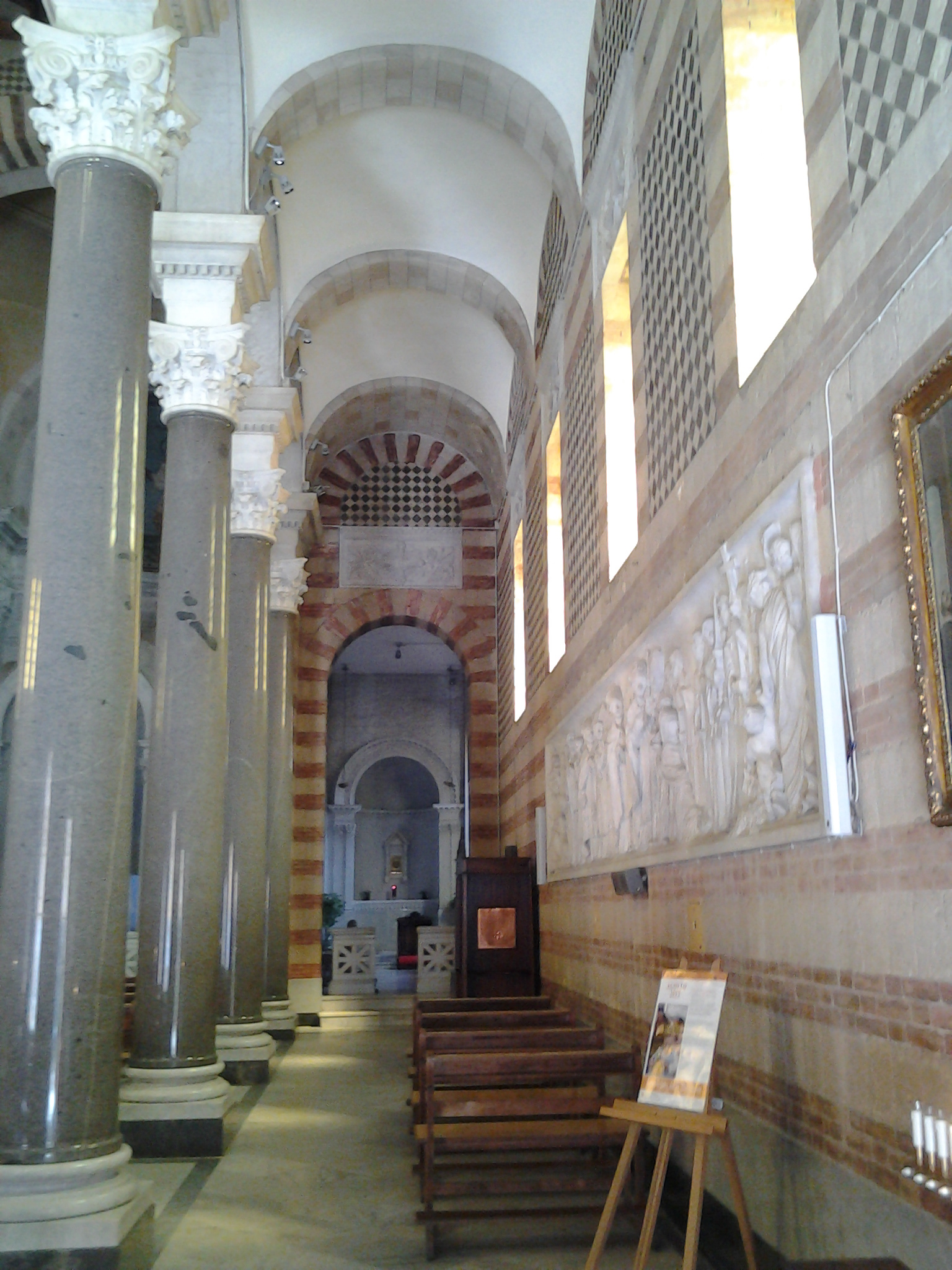
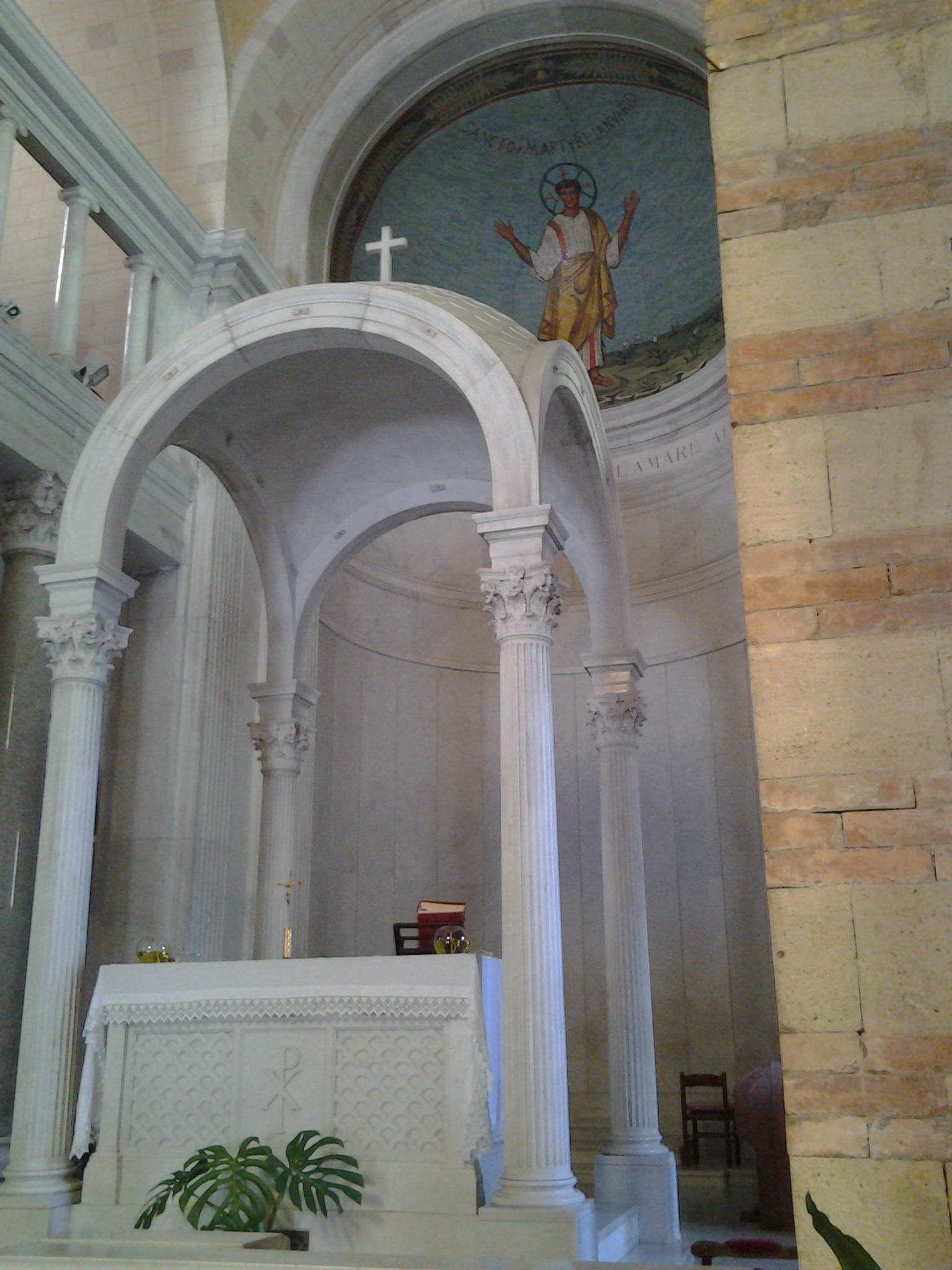

安蒂尼亚诺圣雅纳略圣殿（Basilica minore pontificia di San Gennaro ad Antignano）是一座罗马天主教宗座圣殿，位于意大利坎帕尼亚那不勒斯沃梅罗区的安蒂尼亚诺圣雅纳略街82号。
该堂坐落在315年圣雅纳略的血液融合奇迹首次发生的地方附近，1897年，小堂拆除。现在的教堂由雅纳略·斯佩林德奥主教发起建造，于1904年12月27日奠基，竣工于1968年，1905年3月17日由教宗庇护十世升格为宗座圣殿，1905年9月10日祝圣，只开放地下室进行礼拜。建筑师包括朱塞佩·皮桑蒂、西尔维奥·卡斯特鲁奇、盖塔诺·卡帕，属于折衷主义风格。1932年9月19日，整个教堂开放供礼拜，但仍未完工，立面尚未贴面。1968年，教堂终于竣工。1956年由总主教马切洛·米米枢机设立堂区，目前隶属于天主教那不勒斯总教区第五总铎区的圣若翰洗者堂区。

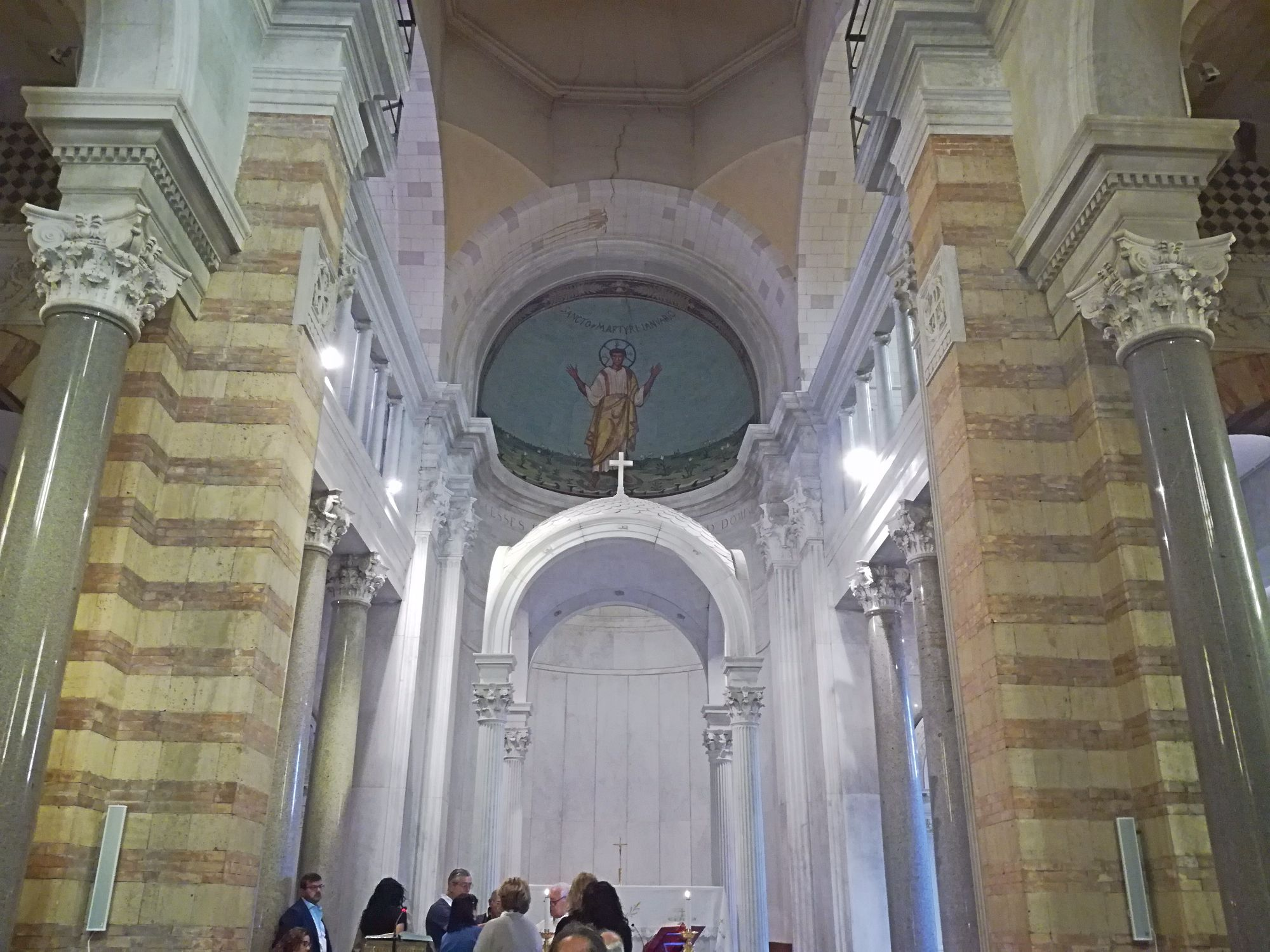

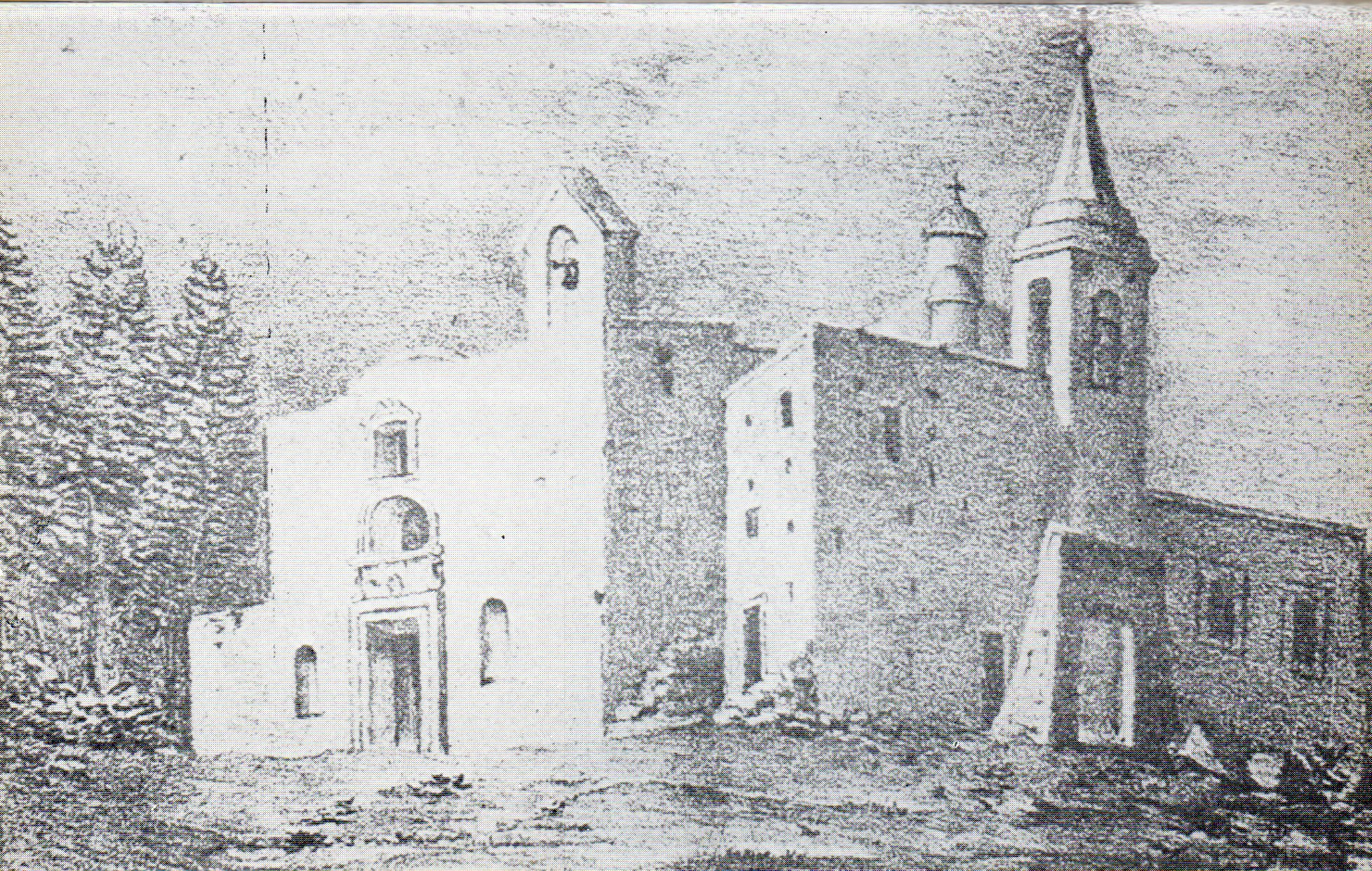
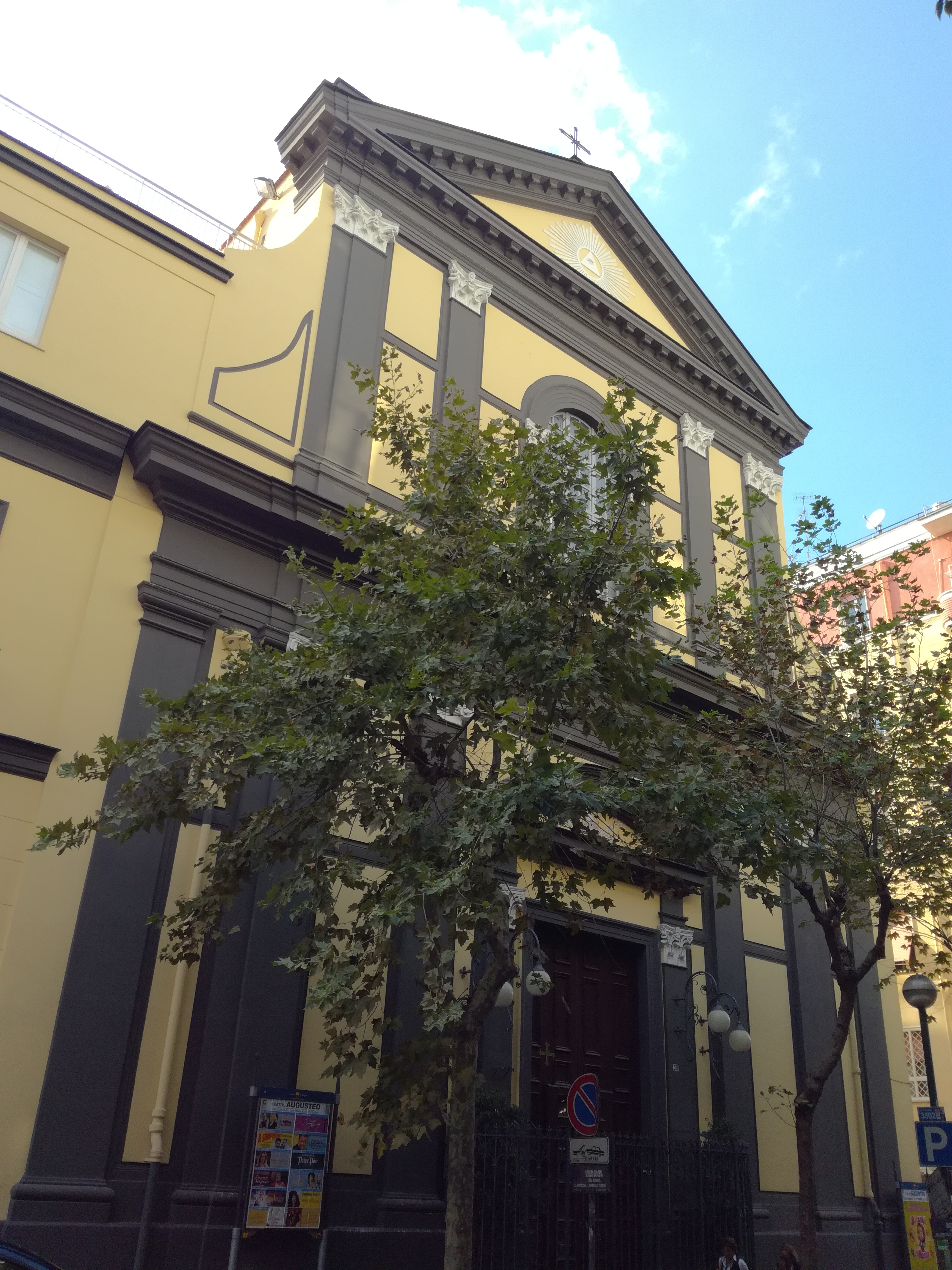
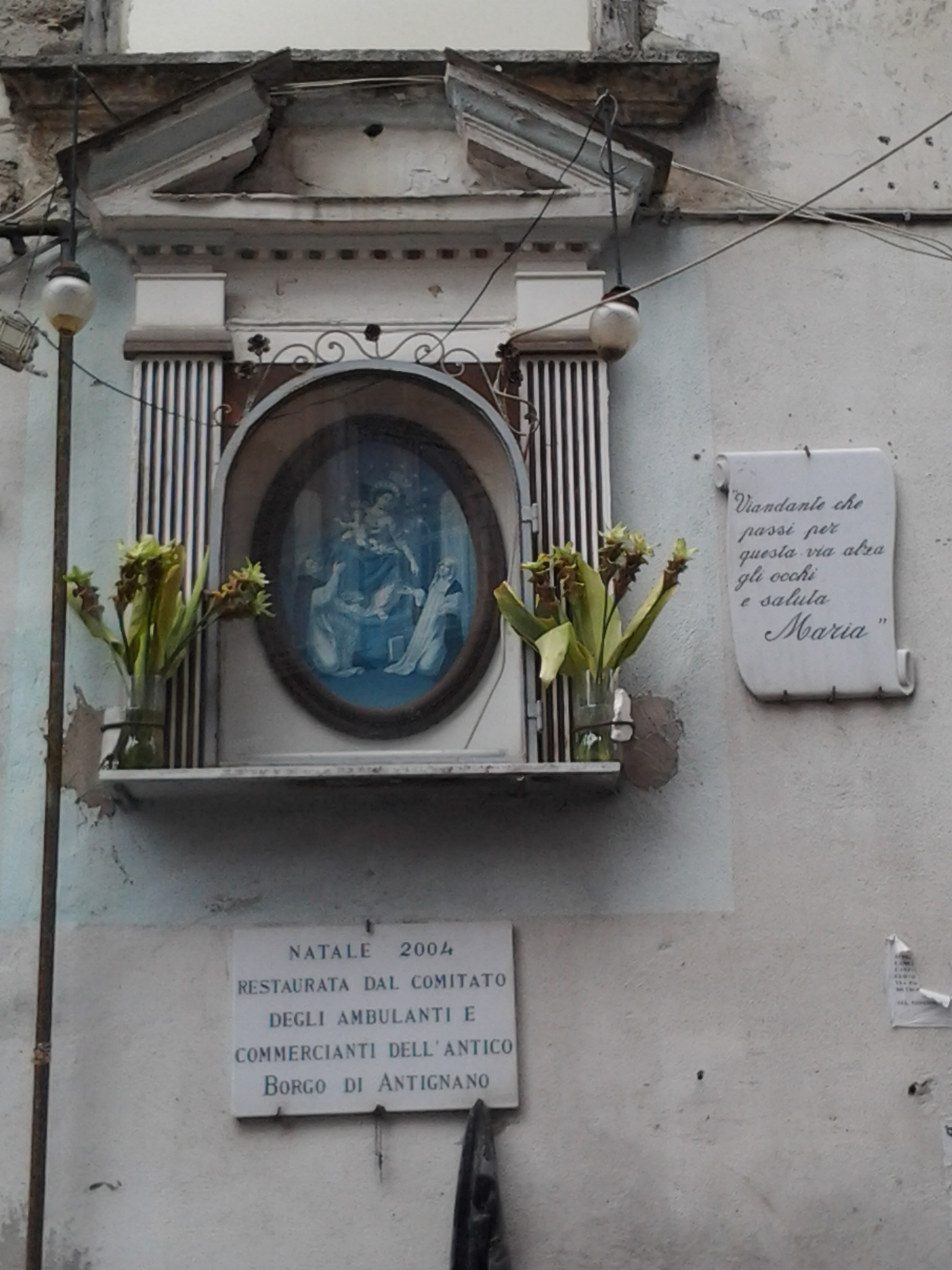
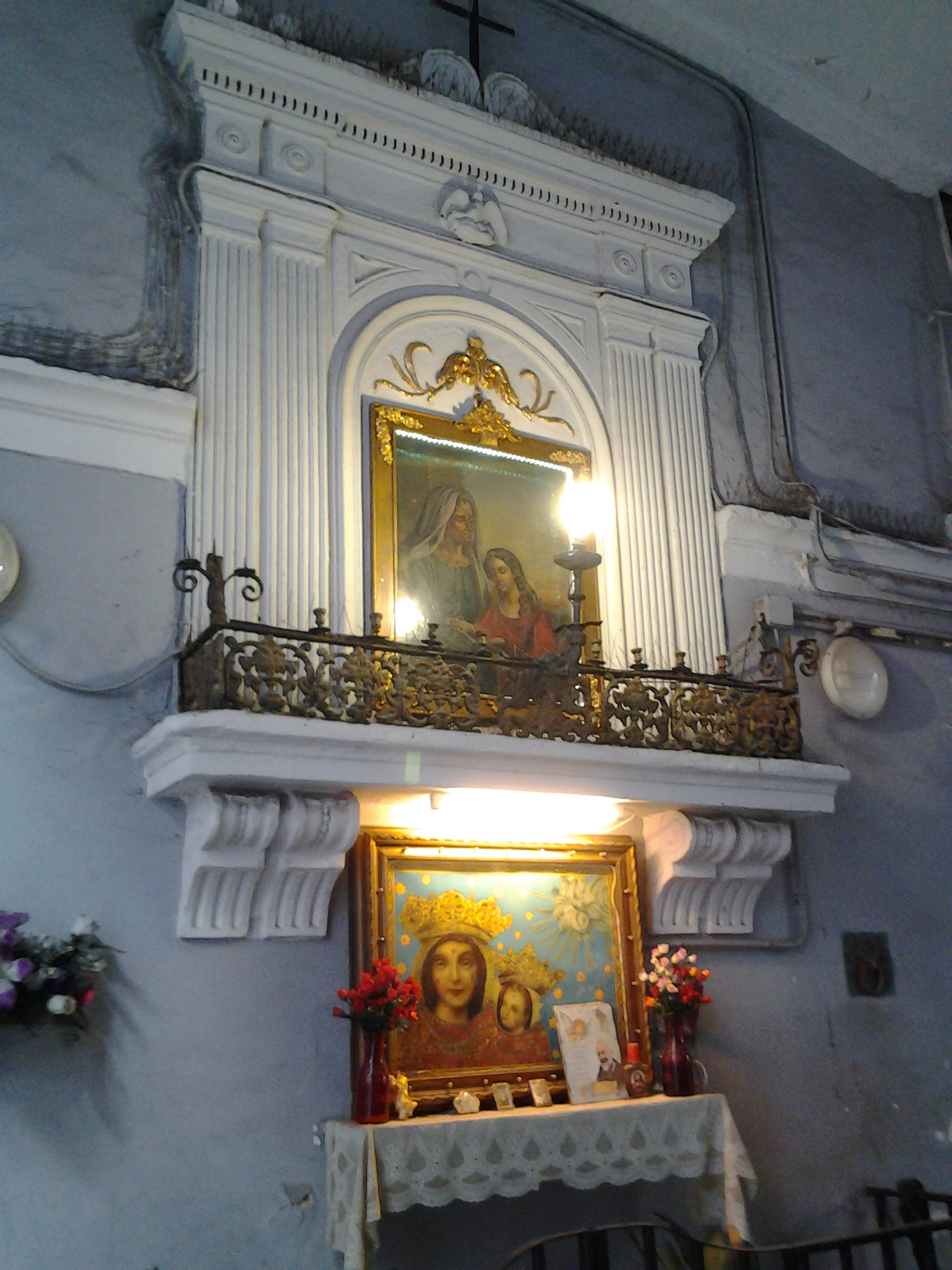
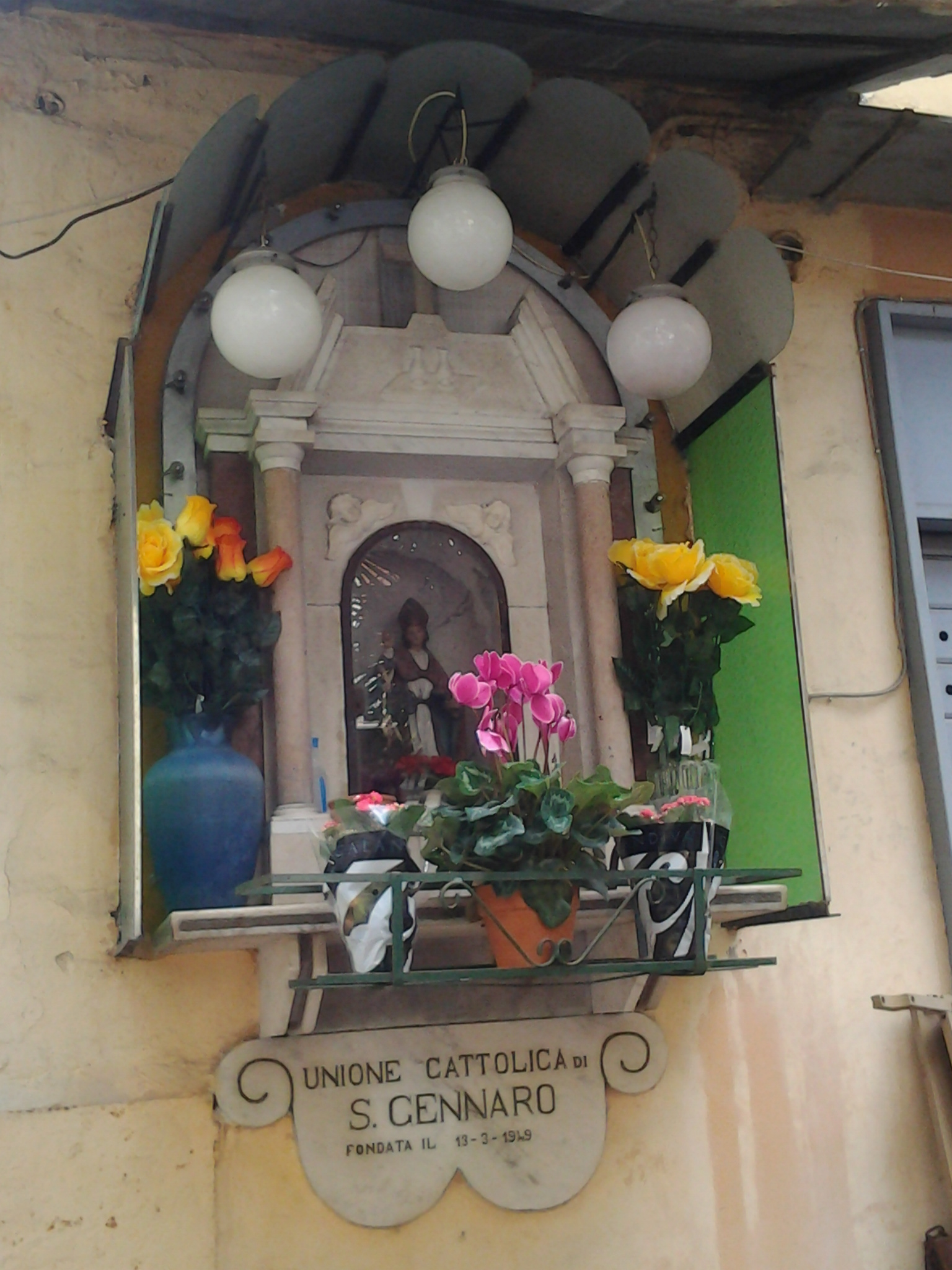
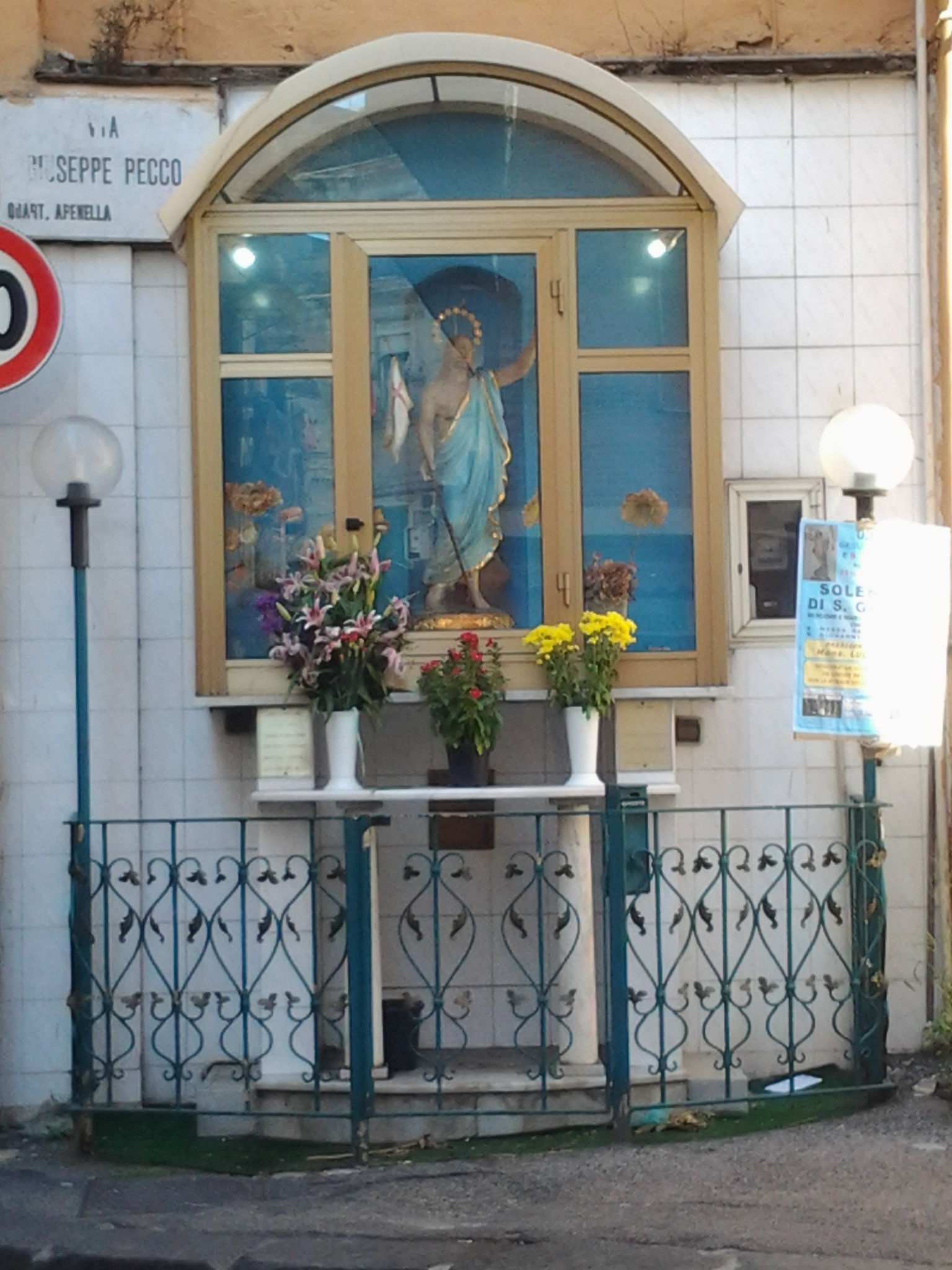
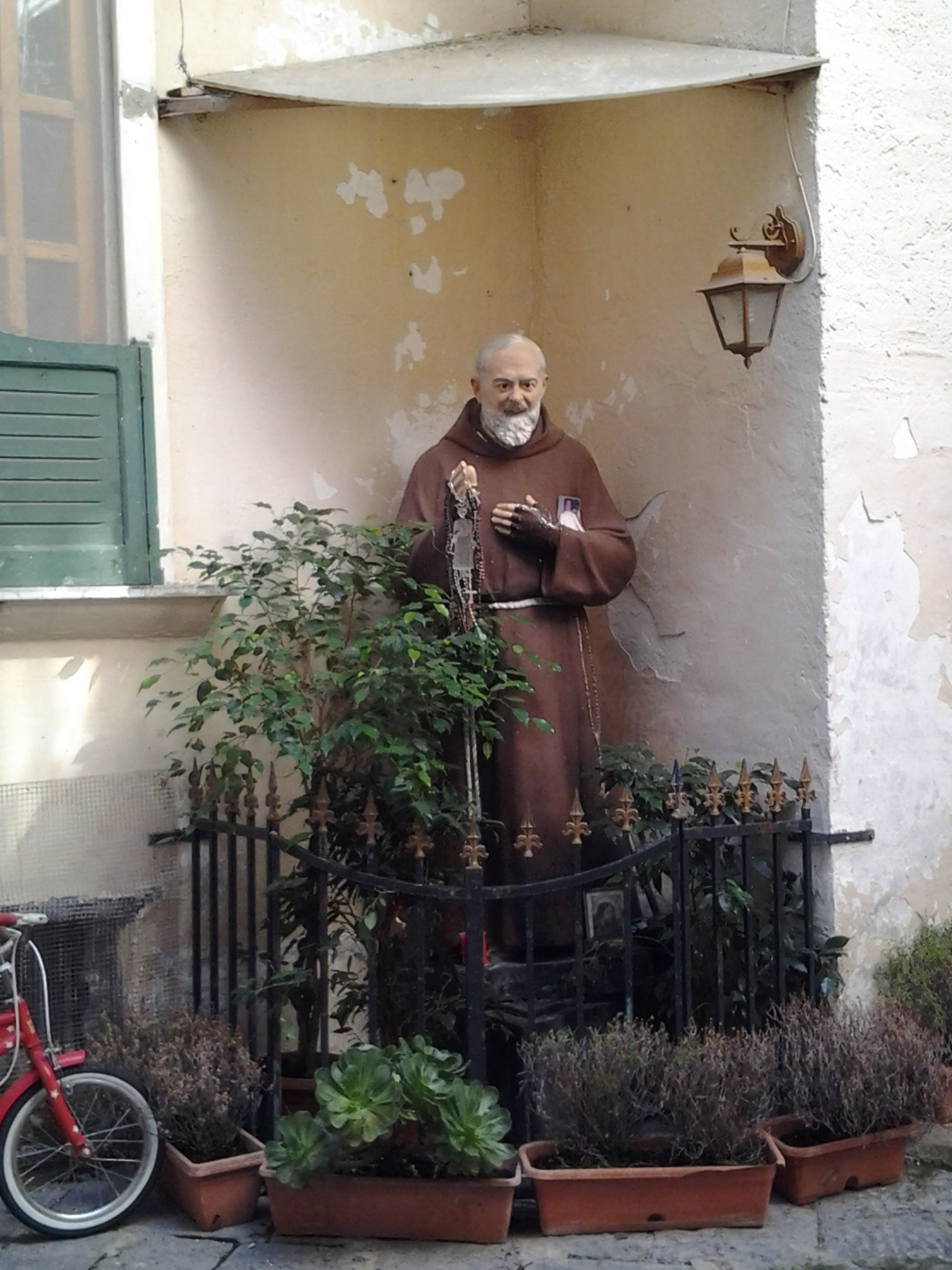

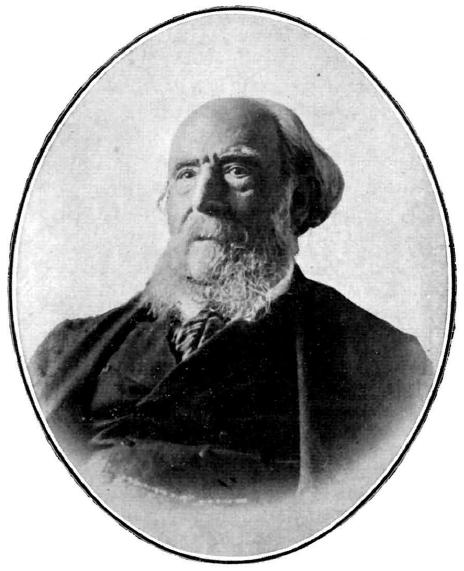
朱塞佩·皮桑蒂
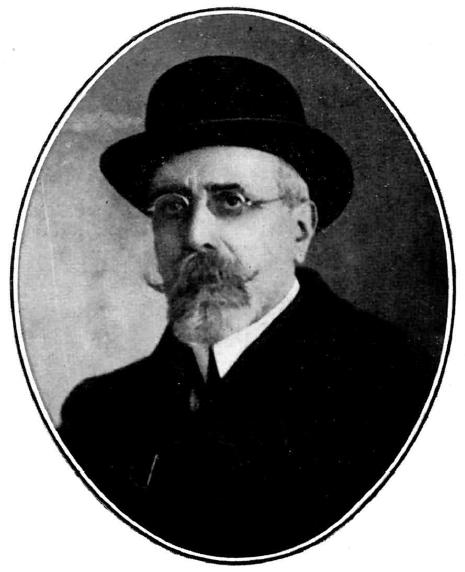
西尔维奥·卡斯特鲁奇
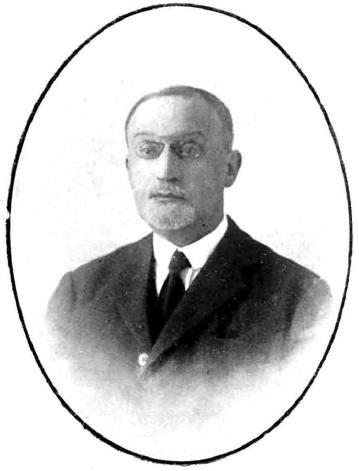
盖塔诺·卡帕